# Нидем, Дэвид
Дэвид Уильям Нидем (англ. David William Needham; род. 21 мая 1949, Лестер, Англия) — английский футболист, защитник.

## Карьера

### Клубная карьера
Во взрослом футболе дебютировал в 1965 году в клубе «Ноттс Каунти», где провёл большую часть своей игровой карьеры. Всего в составе клуба принял участие в 429 матчах, забив 32 года.
В конце сезона 1977 года стал игроком клуба «Куинз Парк Рейнджерс», чтобы заменить недавно ушедшего Фрэнка Маклинтока на позиции центрального защитника. Он провёл в клубе всего шесть месяцев, приняв участие в 18 матчах.
В декабре 1977 года перешёл в клуб «Ноттингем Форест», где выиграл медаль обладателя Кубка Футбольной лиги в следующем сезоне. Нидем также был в команде, потерпевшей поражение в финале 1980 года. На Кубке Европейских чемпионов 1979/1980 Нидем находился на скамейке запасных.
В 1982 году Нидем покинул «Ноттингем Форест» и перешёл в канадский клуб «Торонто Близзард» в Североамериканской футбольной лиге.
Завершил карьеру футболиста в 1986 году в клубе «Кеттеринг Таун», за который выступал с 1983 года.

### Карьера во второй сборной
В 1978 году Нидем провёл шесть матчей в составе второй сборной Англии по футболу, в которых забил два гола.